# アルフレッド・ダンカン
ジョセフ・アルフレッド・ダンカン（Joseph Alfred Duncan，1993年3月10日 - ）は、ガーナ・アクラ出身のサッカー選手。セリエA・ヴェネツィアFC所属。ポジションはミッドフィールダー。アルフレド・ドゥンカンとも表記される。

## 経歴

### インテル
2010年の夏からインテルナツィオナーレ・ミラノに所属していた。しかしFIFAの規則により、18歳になる2011年3月までは正式に認められていなかった。2012年8月26日のペスカーラ戦でセリエAデビューした。

### サンプドリア
2014年6月19日に、出場機会の少なさからUCサンプドリアに2年の期限付き移籍でインテルと合意した。

### サッスオーロ
2015年6月23日にUSサッスオーロ・カルチョがシーズン終了までの契約で、サンプドリアに600万ユーロの移籍金を支払うことで合意した。

### フィオレンティーナ
2020年1月31日、ACFフィオレンティーナに買取義務付きのレンタルで移籍した。

#### カリアリ
2021年1月17日、カリアリ・カルチョに買取オプション付きのレンタルで移籍した。背番号は32番。

### ヴェネツィア
2024年7月27日、ヴェネツィアFCに2年契約で移籍した。

## 代表
2012年11月14日にカーボベルデ代表との親善試合を戦うガーナ代表に招集され、初出場を果たした。